# Кастет (противотанковый ракетный комплекс)
«Кастет» (Индекс ГРАУ — 9К116, по классификации МО США и НАТО AT-12 Swinger) — комплекс управляемого противотанкового вооружения 100-мм противотанковых пушек Т-12 (МТ-12).

## Вооружение в котором применяется
- МТ-12К «Рапира.»
- 9К116-1 «Бастион» в Т-55.
- 9К116-2 «Шексна» в Т-62.
- 9К116-3 «Басня» в БМП-3.

## История
Комплекс разработан в тульском КБ Приборостроения в 1970-е годы, с целью повышения эффективности противотанковой артиллерии.
Позднее КБП провело инициативное исследование возможности применения комплекса для вооружения устаревающих танков Т-54/55 и Т-62, выпущенных в огромном количестве в СССР и союзных странах. В результате было принято решение о разработке танковых комплексов «Бастион» и «Шексна», соответственно для Т-54/55 и Т-62. Конструкция самого управляемого снаряда (ПТУР) практически не претерпевала изменений, менялась конструкция вышибного заряда в зависимости от устройства каморы пушек. Применение ПТУР позволило продлить срок службы танков, так как их боевая эффективность практически сравнялась с танками следующих поколений.

## Конструкция
Комплекс включает в себя:
- управляемый снаряд (ПТУР) 9М117 (в составе унитарного артиллерийского выстрела (патрона) 3УБК10), с управлением по лазерному лучу,
- также аппаратуру прицеливания и наведения 9Ш135, размещенную на треноге и предназначенную для обнаружения, выбора и сопровождения цели оператором, а также формирования поля управления в луче лазера.

Большим плюсом является то, что применение ПТУР не требовало замены танковых орудий, а только дополнило номенклатуру применяемых боеприпасов (к примеру применение американских ПТУР «Шиллела» требовало установки специализированной пусковой установки и исключало стрельбу стандартными боеприпасами).

## Модификации
- 9К116-1 «Бастион» (по классификации МО США и НАТО AT-10 Stabber) — танковый и артиллерийский комплексы управляемого вооружения для Т-55
- 9К116-2 «Шексна» — танковый комплекс управляемого вооружения для Т-62
- 9К116-3 «Басня» — комплекс управляемого вооружения для БМП-3

## Тактико-технические характеристики

### Основные характеристики комплекса[4]
- Дальность стрельбы: 100—5500 м
- Высота применения над уровнем моря: 3000 м
- Время полёта: 13 сек
  - На максимальную дальность:
  - На дальность 5 500 м: 13,5 сек
  - На дальность 4 000 м: 11,5 сек
- Максимальная скорость полёта: 375 м/с
- Средняя скорость полёта: 300 м/с
- Диапазон рабочих температур: −50 до +50 °С

### Ракета
- Калибр: 100 мм
- Применяемые типы ракет:
- Массо-габаритные характеристики:
  - Ракеты:
    - Длина: 1048 мм
    - Вес: 17,6 кг

  - Вес выстрела, кг:
    -  — 3УБК10-1 (М): 25 (26,7-27)
    -  — 3УБК10-2 (М): 28 (30,5)
    -  — 3УБК-10-3 (М): 22 (23,4)
    -  — 3УБК23-1: 27,5
    -  — 3УБК23-2: 28
    -  — 3УБК23-3: 24,5

  - Длина выстрела, мм:
    -  — 3УБК10-1, 3УБК10-2: 1138
    -  — 3УБК10-3: 1200
    -  — 3УБК10М-3: 1238
- Боевая часть: 9М136, 9М136М
  - Тип:кумулятивная, тандемная кумулятивная
  - Вес:
  - Бронепробиваемость: 600 мм (за динамической защитой), для ракеты 9М117М1 750 мм за ДЗ[2]
    - Боевой части:
    - Взрывчатого вещества:

  - Взрыватель: контактный и неконтактный

### Управление и наведение комплекса
- Режимы управления:
- Тип наведения: лазерное
- Каналы управления
  - Дневной:
  - Ночной:
- Сопровождение цели:

### Пусковая установка
- Допустимые типы: 100-мм нарезная/115-мм гладкоствольная пушка
- Носители: Т-55, Т-62, БМП-3, ZBD-04
- Число ракет на ПУ:
- Массо-габаритные характеристики:
  - Длина:
  - Ширина:
  - Высота:
  - Вес:
- Угол наведения в вертикальной плоскости: